# Ntare Mwine
Ntare Mwine, né en 1967 de parents ougandais dans le New Hampshire, est un acteur et producteur américain.

## Biographie
Il a obtenu une Licence d’Art dramatique à l’université de New York et a également suivi une formation au Théâtre d'Art de Moscou, au Royal National Theatre de Londres mais aussi à l'Université de Virginie.
En 2004, il reçoit le prix du «Berlin Black International Festival Cinema» pour un documentaire intitulé Beware of Time qu’il a lui-même écrit et réalisé.
Côté théâtre et depuis 1992, l'acteur s’est illustré au Steppenwolf Theatre, au Kennedy Center, au Lincoln Center et dans diverses autres salles. Mais il a aussi écrit une pièce de théâtre intitulée Biro, qui a été présentée au Joseph Papp Public Theatre de New York, puis à Los Angeles et Seattle et à travers l'Afrique.
Côté télévision, il a fait quelques apparitions dans les séries Urgences, Les Experts, Alias et New York, police judiciaire et plus récemment The Chi.
En 2008, il est sélectionné pour faire partie du casting de la saison 3 d'Heroes pour jouer le rôle d'Usutu, un artiste africain qui a des pouvoirs.

## Filmographie
- 2022 : La Défense Lincoln (The Lincoln Lawyer) (série TV)
- 2025 : Smoke (série TV) : Freddy Fasano
- 2025 : Dexter: Resurrection (série TV) : Blessing Kamara